# Pamphilius latifrons
Pamphilius latifrons är en stekelart som först beskrevs av Carl Fredrik Fallén 1808.  Pamphilius latifrons ingår i släktet Pamphilius, och familjen spinnarsteklar. Enligt den finländska rödlistan är arten sårbar i Finland. Arten är reproducerande i Sverige. Artens livsmiljö är moskogar.